# Old 37
Pour plus de détails, voir Fiche technique et Distribution.
Old 37 est un film d'horreur américain réalisé par Alan Smithee et sorti en 2015.

## Synopsis
Deux frères interceptent les appels d'urgence dans une vieille ambulance, pour torturer et tuer d'impuissantes victimes.

## Fiche technique
- Titre original : Old 37
- Réalisation : Alan Smithee
- Scénarios : Joe Landes et Paul Travers [1]
- Musique : Darius Holbert
- Date de sortie : 
  -  États-Unis : 29 septembre 2015[2]
- Film interdit aux moins de 12 ans lors de sa sortie en France.

## Distribution
- Kane Hodder : Jon Roy [3]
- Bill Moseley : Darryl
- Brandi Cyrus : Angel
- Catherine Blades : Samantha